# Salluca schausi
Salluca schausi är en fjärilsart som beskrevs av Paul Dognin 1924. Salluca schausi ingår i släktet Salluca och familjen tandspinnare. Inga underarter finns listade.